# 阿蒂約德洛巴
阿蒂約德洛巴是哥倫比亞的城鎮，位於該國北部，由玻利瓦省負責管轄，距離首府卡塔赫納360公里，始建於1637年，面積196平方公里，海拔高度18米，2005年人口11,316。
8°57′31″N 74°04′51″W / 8.95861°N 74.0808°W